# Schäferei Ahorn

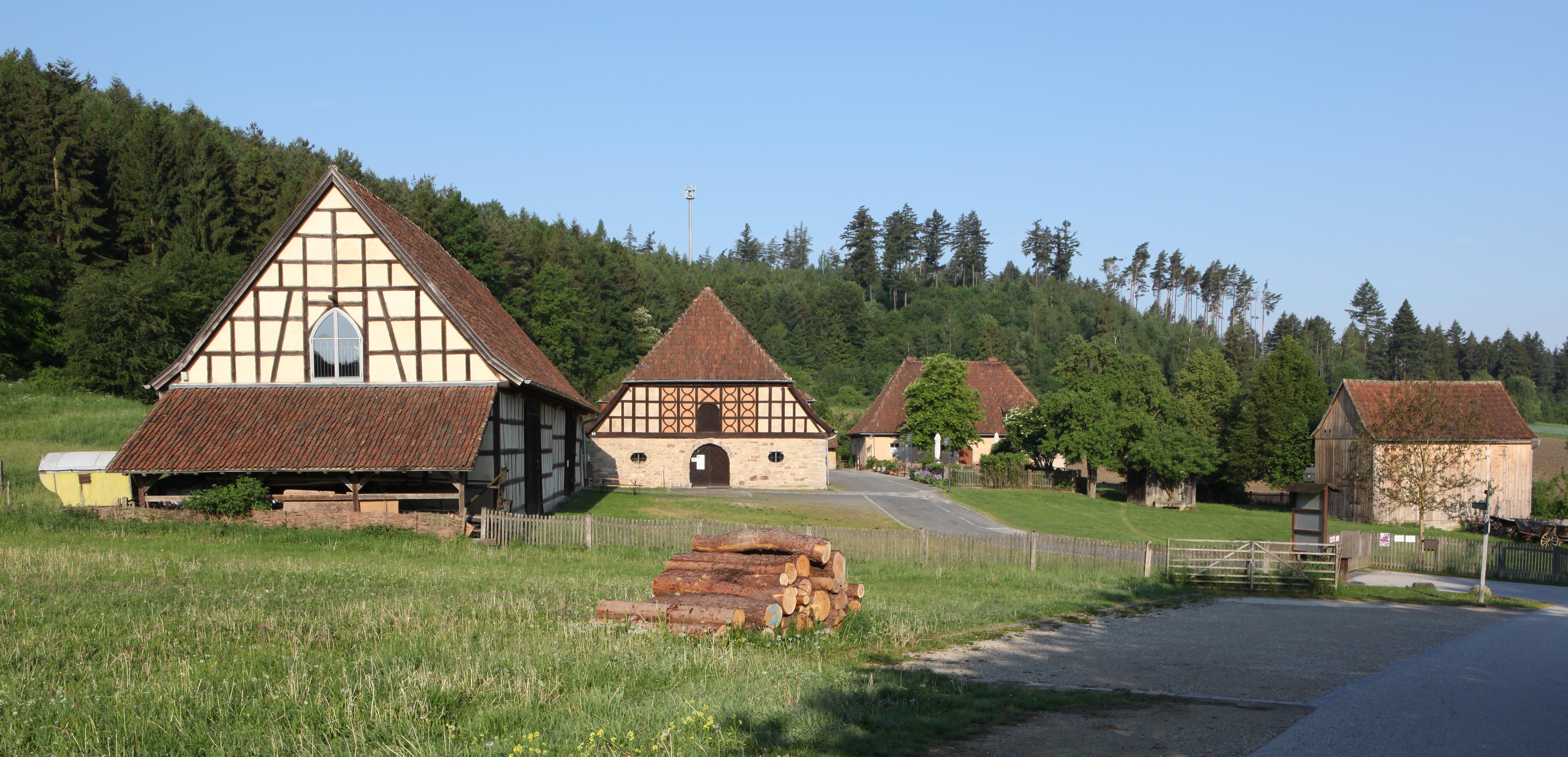
Schäferei in Ahorn

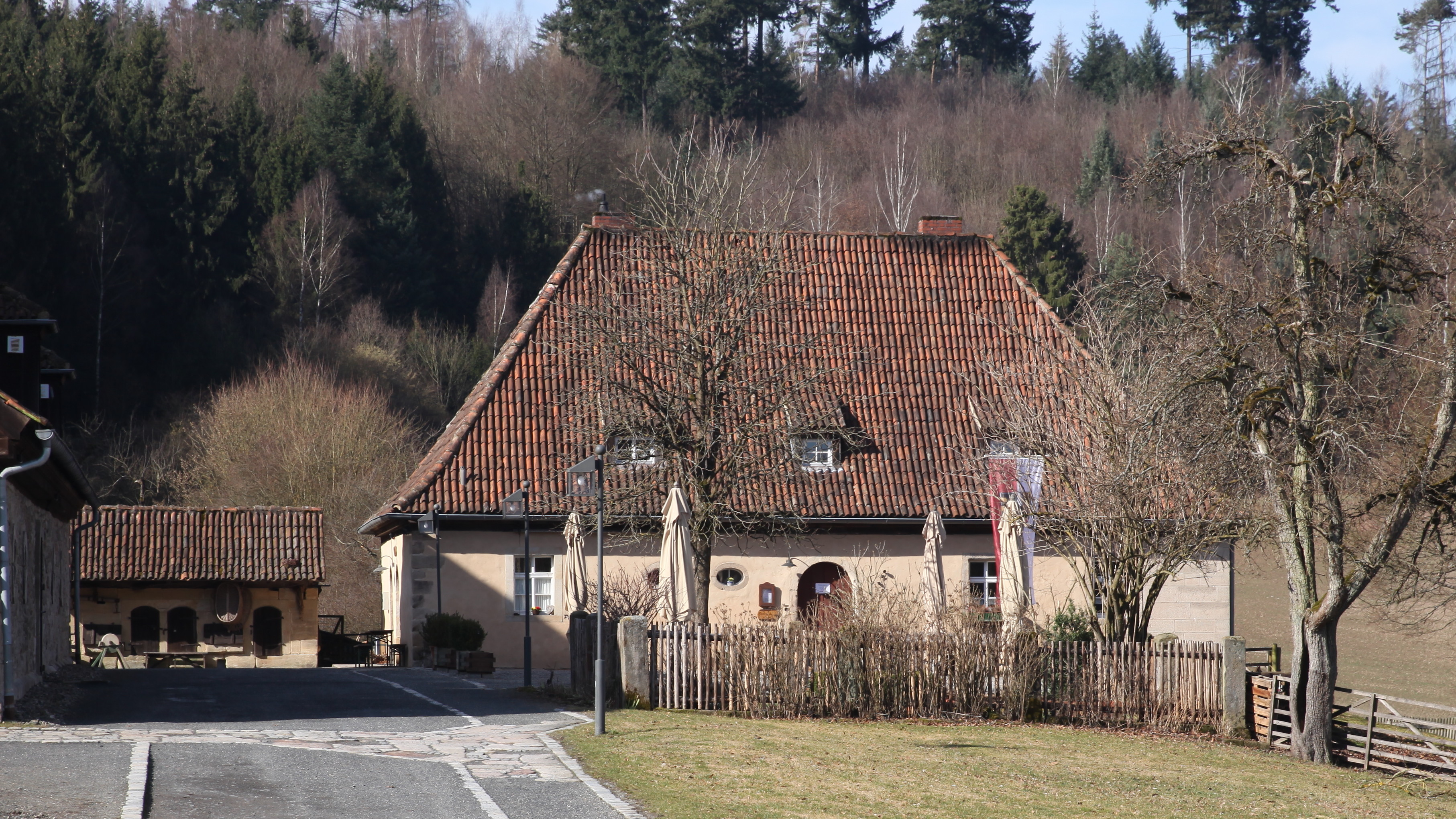
Schäferwohnhaus

Die Schäferei in Ahorn, einer Gemeinde im oberfränkischen Landkreis Coburg in Bayern, wurde im 18. Jahrhundert errichtet. Das Gebäudeensemble der alten Schäferei ist ein geschütztes Baudenkmal. 
Die Schäferei repräsentiert in einzigartiger Vollständigkeit den in Bayern seltenen Typus eines gutsherrlichen Viehzuchtbetriebes des 18. Jahrhunderts. 
In den Gebäuden wurde das Gerätemuseum des Coburges Landes mit der Spezialsammlung zur Geschichte der Schäferei eingerichtet.

## Gebäudeensemble
- Schäferwohnhaus, erdgeschossiger Walmdachbau, bezeichnet  mit der Jahreszahl 1713
- Brunnentrog unter Fachwerküberbau, 18. Jahrhundert
- Schafstall, langgestreckter stattlicher Walmdachbau, ovale Okuli, Anfang 18. Jahrhundert